# ルーツ (テレビドラマ)
『ルーツ』（Roots）はアレックス・ヘイリー原作の小説『ルーツ』（原題：Roots: The Saga of an American Family）を基にした1977年制作のアメリカ合衆国のテレビドラマ（ミニシリーズ）である。2016年はリメイク版ルーツが製作、日本ではヒストリーチャンネルで放送された。

## 概要
アメリカという国家の歴史上、最も暗い側面のひとつである黒人奴隷の問題を真っ正面から描き、社会現象と言えるような大反響を巻き起こした。ドラマが放送されると、中には部屋の電話線を抜いて着信を絶ちドラマに見入る者も現れ、キジー（Kizzy）などアフリカの名前が人気になるなど、人種・民族を問わず好評を博した。
西アフリカのガンビアで生まれた黒人少年クンタ・キンテを始祖とする、親子三代の黒人奴隷の物語を描いている。続編の『ルーツ2』では、その後（南北戦争で奴隷制が廃止されて以降）の一族の物語が描かれ、最後には原作者アレックス・ヘイリー（演：ジェームズ・アール・ジョーンズ）も登場する。
作品自体高い評価を受けてプライムタイム・エミー賞 作品賞 (ミニシリーズ部門)を受賞した。
アメリカではABCが1977年1月23日〜30日に8日連続で放送、平均視聴率44.9%（エーシーニールセン調べ、全米視聴率）を記録した。日本ではテレビ朝日が1977年10月2日から8日連続で放送、平均視聴率23.4%（ビデオリサーチ調べ、関東地区）を記録した。また瀬戸内海放送(KSB)では36.8%とネット局の中で最も高い視聴率をマークした。その半年後の1978年4月9日から4月16日まで、「スペシャルイベント あの感動をもう一度」と銘打って同局で再放送された。2015年には、BS-TBS『火曜デラックス』の枠において、4月7日から4月28日まで4回シリーズで放送された（後に2016年1月24日から2月14日まで同局にて再放送を実施した）。
主人公のクンタ・キンテを演じたレヴァー・バートンは無名の大学生だったが、この一作で人気と知名度を獲得した。クンタ・キンテの母親役にシシリー・タイソン（マイルス・デイヴィスの元妻）、ルイス・ゴセット・ジュニア、チャック・コナーズ、ヴィック・モロー、ロイド・ブリッジスなど、多くの有名俳優が出演した。アメリカンフットボールのスター選手だったO・J・シンプソンもアフリカの戦士役で出演している。クインシー・ジョーンズによるテーマ音楽も有名である。
1974年頃からミニシリーズ（1回あたり2時間ほどという長尺ドラマを短期集中で放送する）という番組形態が流行し、1976年『リッチマン・プアマン』など、同様のドラマシリーズが制作されていたが、『ルーツ』の大ヒットにより、以後この種のミニシリーズが多数日本でも放送されるようになった。
日本でも「ルーツ」が流行語となり、自分のルーツ探しが流行った。ルーツという英語はこの時点で外来語として定着し、今日に到っている。日本語版がテレビ朝日で放送された際は、トヨタ自動車と日産自動車のライバル会社が同時にスポンサーになっており、期待度と注目度がいかに高かったかがうかがえる。
反響の高さからテレビ朝日では特別番組を編成した。レヴァー・バートンをスペシャル・ゲストでスタジオに呼び寄せ、吹き替え声優の池田秀一と対面させるなど更なる視聴率アップ効果を図っていた。
アメリカのケーブルテレビ局のA&Eネットワーク・ライフタイム・ヒストリーの3社によって2016年にリメイク版が製作、放送された。クンタ・キンテを演じたレヴァー・バートンが共同制作責任者となっている。

## 日本での放送時間
（参考：「朝日新聞・縮刷版」1977年10月2日 - 10月9日および1978年4月9日 - 4月16日各付けのラジオ・テレビ欄）

### 初回放送
| 話 | 放送日         | 曜日 | 放送時間 （JST） | 備考  | 視聴率 |
| -- | -------------- | ---- | ---------------- | ----- | ------ |
| 1  | 1977年 10月2日 | 日曜 | 20:00 - 22:48    | [ 6 ] | 22.7%  |
| 2  | 10月3日        | 月曜 | 20:00 - 20:54    |       | 23.1%  |
| 3  | 10月4日        | 火曜 | 20:00 - 20:54    |       | 20.0%  |
| 4  | 10月5日        | 水曜 | 20:00 - 20:54    | [ 7 ] | 23.3%  |
| 5  | 10月6日        | 木曜 | 20:00 - 20:54    |       | 20.2%  |
| 6  | 10月7日        | 金曜 | 20:00 - 20:54    |       | 20.8%  |
| 7  | 10月8日        | 土曜 | 20:00 - 20:54    |       | 18.6%  |
| 8  | 10月9日        | 日曜 | 20:00 - 22:48    | [ 6 ] | 28.6%  |

### 再放送
| 話 | 放送日        | 曜日 | 放送時間 （JST） | 備考  | 視聴率 |
| -- | ------------- | ---- | ---------------- | ----- | ------ |
| 1  | 1978年 4月9日 | 日曜 | 21:00 - 22:52    | [ 8 ] | 11.3%  |
| 1  | 1978年 4月9日 | 日曜 | 22:52 - 23:50    |       | 11.3%  |
| 2  | 4月10日       | 月曜 | 23:10 - 23:50    | [ 9 ] | 6.6%   |
| 3  | 4月11日       | 火曜 | 23:10 - 23:50    | [ 9 ] | 6.4%   |
| 4  | 4月12日       | 水曜 | 23:10 - 23:50    | [ 9 ] | 7.7%   |
| 5  | 4月13日       | 木曜 | 23:10 - 23:50    | [ 9 ] | 7.5%   |
| 6  | 4月14日       | 金曜 | 23:10 - 23:50    | [ 9 ] | 7.6%   |
| 7  | 4月15日       | 土曜 | 23:00 - 23:50    |       | 7.4%   |
| 8  | 4月16日       | 日曜 | 21:00 - 22:56    | [ 8 ] | 13.1%  |
| 8  | 4月16日       | 日曜 | 22:56 - 23:50    |       | 13.1%  |

## タイトル
オリジナル（テレビ朝日版）
- 第1話:「さらば母なる大地」
- 第2話:「誇り高きマンディンカの戦士」
- 第3話:「我が妻 我が娘」
- 第4話:「愛する者たちの別離」
- 第5話:「自由への賭け」
- 第6話:「新たなる天地を求めて」

BS-TBSで放送された際は、以下のように編集された。
- 第1話:「さらば母なる大地」 - オリジナルの第1話と第2話
- 第2話:「愛する者たちの別離」 - オリジナルの第3話
- 第3話:「自由への賭け」 - オリジナルの第4話と第5話の前半（チキン・ジョージのイギリスに向かうまで）
- 第4話:「新たなる天地を求めて」 - オリジナルの第5話後半（チキン・ジョージの帰国後から）と第6話

## 登場人物
クンタ・キンテ（トビー・レイノルズ）
1750年生。ガンビアのマンディンカ族出身。村で尊敬されているイスラム教の聖者の孫に当たる。
17雨（雨季のことで1雨が1年。数え年）で太鼓の材料の木材を探していて白人に捕まり、アメリカに奴隷としてレイノルズ農場に売られ、トビーと名づけられる。何度か脱走を試み、制裁として右足首の指の付け根の部分を全て切断される。花壇の世話係から御者になる。奴隷でありながら、誇り高く生き、アフリカ人としてのあり方を変えなかった。また、白人の非人道的な行為に怒りを覚え、後に授かった娘のキジーには常に心を許すなと述べている。
原作ではキジーが売却された後のことは描かれていないが、ドラマではキジーが仲良くなった奴隷と元の農場に戻り、父の死を知る原作にはないシーンがある。それによれば、彼は1822年に亡くなったと同じ農場にいる住民が語っている。
オモロ
クンタ・キンテの父。息子を厳しく、愛情深く育てる。
ファンタ（マギー）
クンタが成人訓練の試練を受けていた時に出会った女性。一緒の奴隷船に積み込まれ、カルバート農場に売却される。
クンタは彼女に会うために脱走し再会したものの、アフリカ人の考えを捨て、カルバート農場の若旦那の妾として生きていくことをクンタに告げる。
フィドラー
バイオリン弾き。本当の名前はヘンリー。クンタ・キンテの友人。演奏者として方々に出入りし、聞き込んだニュースを奴隷たちに面白おかしく聞かせる。自分を買い戻すための金を貯めている。
ドラマではクンタ・キンテの教育を任され、親代わりの一面を持っていた。1790年キジーが生まれてしばらくして亡くなる。
エームズ
クンタ・キンテが最初に売却されたレイノルズ農場の監督係。白人。脱走のおそれがある彼に厳しく当たるものの、彼の脱走を食い止めることができなかったため、最終的にはクビになる。
ベル
クンタ・キンテが最終的に売られたウィリアム農場の料理女。のちにクンタ・キンテの妻となる。クリスチャン。アメリカ生まれの黒人。
クンタ・キンテが売られてきたときから好意を持っていたが、アフリカ人としての彼の生き方にはついていけない。なお、過去に結婚歴があったものの、夫は逃亡しようとしたことで縛り首にされ、その間に生まれた娘達は売られている。そのため、トビーが逃亡しようとした時には、その話をして思い留まらせた。
キジーが売られた後、彼女も別の農場に売られたことを同じ農場にいる住民が語っている。
キジー
1790年生。クンタ・キンテとベルの娘。キジーとは、マンディンカ語で『ここに留まる（そのまま）』という意味。
クンタ・キンテからアフリカの話を繰り返し聞かされる。アン・レイノルズと行っていた学校ごっこの生徒役をやっていたので、ある程度読み書きができる。
恋人の奴隷の若者のために通行証を偽造したことから、制裁として売り飛ばされる。売却先の主人モーアに強姦され、ジョージを生む。
一時別の農場からやって来たサムと恋に落ちるものの、別れることを選択し、以降はシングルマザーとして生涯を過ごす。ジョージがイギリスから帰る前年（1860年）に亡くなっている。
アン・レイノルズ
ウィリアムの姪でジョン・レイノルズ（レイノルズ農場の農場主）の娘。しかし、黒人達の間ではウィリアムとジョン・レイノルズの妻との間に生まれた子という噂が流れている。
キジーは彼女とは友人同士だと思っていたが、彼女自身はキジーを友人というより所有物（つまり奴隷）だと思っている（彼女を買い取って一緒に連れて行こうとさえ思っていた）。というのも、奴隷制度の存続を熱烈に支持していたからだった。キジーが売られた際にも、彼女に情けをかけていたのを愚かだったとさえ思っていた。
キジーの息子のジョージがイギリスに渡った後、彼女の住んでいた農場に偶然立ち寄った際に再会するものの、覚えていないようであった。そのため、キジーに意趣返し（唾を吐きかけられた水を飲まされる）をされてしまう。
トム・モーア
キジーが売却された先の農場主。黒人奴隷の買値が高いため、自らが黒人奴隷に種付けすることで頭数を増やそうと考える。それにより黒人奴隷との間にはジョージも含め20人ほどの子供が存在している。そのことで妻との関係は冷え切ったものだったが、ナット・ターナーが反乱を起こしていた時には、妻の妄言とも言える言動を聞き入れ、黒人達から刃物だけでなくナイフやフォークといった食器に至るまで回収するほどだった。
いわゆるプア・ホワイトであったが闘鶏で財を成す。のちに闘鶏でイギリス人との賭けに負け破産。ジョージには約束通り奴隷解放書を出したものの、それ以外の約束を反故にし、彼の家族をハービーに売却することになる。
チキン・ジョージいわく、再会した時の彼の生活は「惨めだった」と語っている。
原作では、キジーが売却される白人の名前はトム・リーである。
ジョージ・モーア（チキン・ジョージ）
1806年生。キジーの一人息子。機知に富む遊び人で、面白おかしく見聞きした話を仲間に話す。闘鶏に天才的な才能を示し、闘鶏師となる。闘鶏でイギリス人との賭けに負けた際、借金のカタにされたためとはいえ、イギリスに渡ることになる。
帰国後にトムから解放証明書をもらい、自由の身となり、家族と再会するものの、60日以上滞在すると再び奴隷にされてしまうという法律のために再び家族と離れざるを得なくなる。南北戦争にも兵士として参加し、戦争終結後家族の下に再び帰ってきた際には、白人達の圧政に苦しむ彼らに知恵を授ける。戦争後に再び闘鶏を行って財を成し、テネシー州ローダーデール郡ヘニングに土地を購入。農園に住んでいた妻・息子夫婦・孫やジョンソン達と共に移住する。
1889年に亡くなる。享年83。
サム
トムの農場にやって来た別の農場の御者。プレイボーイで過去に何人も女がいたことを話している。キジーに一目ぼれし、結婚まで誓うものの、レイノルズ農場に行って門限を破り農場主から暴行を受け必死に許しを乞う姿が彼女との間に軋轢が生じ別れを告げられる。
マチルダ
ジョージの妻。非常に信心深いクリスチャンで、遊び人の夫の行状にも辛抱強く耐えている。ジョージより早く亡くなっている。
トム・ハービー
ジョージの息子（長男）。街で鍛冶屋を営んでいる。アイリーンという妻がいる。
ブラント兄弟（特に弟）によってジョンソンが犯した食料盗難の犯人の濡れ衣を着せられ最初は恨んでいたが、名前が父親と同じだったことをきっかけに意気投合する。また、彼に黒人奴隷の監督や南部での生き方がいかなるものかを説いている。
無法を犯す白人に対しては、法によって対処すべきだと説き、農場に住む黒人達の先頭に立って行動を起こした。
ルイス・ハービー
ジョージの息子（次男）。
白人全てに対しては法ではなく、復讐であたるべきだと説いていたが、ジョンソンが兄を救ってくれたことで、その考えを改めることになる。
ジョージ・ジョンソン（オールド・ジョージ）
サウスカロライナ州の農場にいた白人で、街の食料を盗んだ真犯人。マーサという妻がいる。
南北戦争で住んでいたところから逃げた挙句、極度の貧困で食べる物も困る有様となり、食べ物を恵んでもらうためトムの家に物乞いに来る。
その後定住し、ハービー農園の黒人奴隷の監督役を任じられる。アーサー・ジャスティンに農場主が変わった際、小作人から農場の管理人に抜擢される。
プア・ホワイトであったものの、トムからは差別をしない彼を変わり者と評している。というのも、彼も含めた白人も貧しかったためなのと、黒人奴隷がほとんどいなかったためである。
白頭巾をかぶった白人達の前でトムにむち打ちを振るう演技をしたことで、農場の黒人達の信頼を得ることになる。
エヴァン・ブラント
黒人を奴隷としてしか見ていない白人。南北戦争の際には南軍の大尉として戦った。街で雑貨屋を営んでいる。
戦中に膝に銃弾を食らったことで足に障害を持ち、生涯を台無しにされたと思い込んでいたため、黒人蔑視の思想は変わることはなかった。
後に白頭巾をかぶった集団を組織し、トムを木に縛り付ける。
ジェミー・ブラント
エヴァンの弟。兄と共に南軍の一員として戦う。
南軍の敗北が濃厚になった1864年に脱走。トムに脱走の協力を懇願するものの、実は虚偽であったことがわかっため、最後はトムによって溺死させられる。
アーサー・ジャスティン
上院議員で弁護士。黒人解放を快く思っておらず、黒人を虐げる策を練る狡猾さを持っている。焼き討ちにあった（実際は自身の指図で行った）ハービー農園を買い取り農場主にもなる。

## キャスト

### 1977年版
| 役名                           | 俳優                               | 日本語吹替 | 日本語吹替 |
| 役名                           | 俳優                               | テレビ朝日版 | ソフト版 |
| ------------------------------ | ---------------------------------- | --- | --- |
| クンタ・キンテ                 | レヴァー・バートン                 | 池田秀一 | 池田秀一 |
| クンタ・キンテ                 | ジョン・エイモス                   | 里居正美 | 池田秀一 |
| オモロ                         | タルマス・ラスラーラ               | 小松方正 | 石丸博也 |
| ビンタ                         | シシリー・タイソン                 | 奈良岡朋子 | 宗形智子 |
| ファンタ（マギー）             | レン・ウッズ ブレバリー・トッド    | 久保洋子 北浜晴子 | 石川悦子 |
| フィドラー                     | ルイス・ゴセット・ジュニア         | 小池朝雄 | 瀬下和久 |
| エームズ                       | ヴィック・モロー                   | 田中信夫 | 田中信夫 |
| ベル                           | マッジ・シンクレア                 | 富田恵子 | 此島愛子 |
| キジー                         | レスリー・アガムス                 | 藤田弓子 | 鈴木弘子 |
| アン・レイノルズ               | サンディ・ダンカン                 | 藤田淑子 | 勝生真沙子 |
| トム・モーア                   | チャック・コナーズ                 | 大塚周夫 | 小林清志 |
| ジョージ・モーア（チキン）     | ベン・ベリーン                     | 内海賢二 | 三ツ矢雄二 |
| サム                           | リチャード・ラウンドトゥリー       | 坂口芳貞 | 堀秀行 |
| マチルダ                       | オリビア・コール                   | 七尾伶子 | 後藤加代 |
| トム・ハービー                 | ゲオルグ・スタンフォード・ブラウン | 樋浦勉 | 田中秀幸 |
| アイリーン                     | リン・ムーディ                     | 鈴木弘子 | 丸山真奈実 |
| ルイス・ハービー               | ヒリー・ヒックス                   | 亀谷雅彦 | 後藤敦 |
| ジョージ・ジョンソン           | ブラッド・デイヴィス               | 松橋登 | 山崎哲也 |
| エヴァン・ブラント             | ロイド・ブリッジス                 | 高橋昌也 | 大木民夫 |
| ジェミー・ブラント             | ダグ・マクルーア                   | 仲村秀生 | 石井隆夫 |
| アーサー・ジャスティン上院議員 | バール・アイヴス                   | 嵯峨善兵 | 滝口順平 |
| トーマス・デイビス船長         | エドワード・アズナー               | 鈴木瑞穂 | 小林修 |
| スレーター                     | ラルフ・ウェイト                   | 穂積隆信 | 川端槇二 |
| ジョン・レイノルズ             | ローン・グリーン                   | 神田隆 | 宮川洋一 |
| レイノルズ夫人                 | リンダ・デイ・ジョージ             | 平井道子 | 杉山佳寿子 |
| ウィリアム・レイノルズ         | ロバート・リード                   | 羽佐間道夫 | 佐々木敏 |
| 格闘士                         | ジ・トゥ・クンブカ                 | 小林清志 | 麦人 |
| キンタンゴ                     | モーゼス・ガン                     | 加藤精三 | 小林勝彦 |
| カディ・トゥレー               | O・J・シンプソン                   | 小林修 | 曽我部和恭 |
| 競売人                         | フレッド・コヴィントン             | 滝口順平 | 熊倉一雄 |
| キャリントン                   | ポール・シェナー                   | 西沢利明 | 大塚芳忠 |
| ドラマー                       | レイモン・サン・ジャック           | 天津敏 | 筈見純 |
| ノア                           | ローレンス・ヒルトン＝ジェイコブス | 山田昌人 | |
| ジェネルヴァ                   | タニア・ボイド                     | 松金よね子 | 深見梨加 |
| ベネット                       | ジョージ・ハミルトン               | 金内吉男 | 林一夫 |
| ビッグス保安官                 | ジョン・クエイド                   | 井上昭文 | 峰恵研 |
| アレックス・ヘイリー           | ジェームズ・アール・ジョーンズ     | | 川久保潔 |
| ニョボト                       | マヤ・アンジェロウ                 | 麻生美代子 | |
| ブリマ・カセイ                 | ハリー・ローデス                   | 寺島幹夫 | |
| ガードナー                     | ウィリアム・ワトソン               | 青野武 | |
| カイクバ                       | アーネスト・トーマス               | 石丸博也 | |
| オーレリア                     | ティナ・アンドリュース             | 増山江威子 | |
| モーア夫人                     | キャロリン・ジョーンズ             | 水城蘭子 | |
| ラッセル卿                     | イアン・マクシェーン               | 山田康雄 | |
| シスター・サラ                 | リリアン・ランドルフ               | 遠藤晴 | |
| レオナード                     | デイビス・ロバーツ                 | 大久保正信 | |
| サム・ハーヴェイ               | リチャード・マッケンジー           | 内田稔 | |
| ヴァージル・ハーヴェイ         | オースティン・ストーカー           | 小川真司 | |
| 電信係                         | ウェイン・ヘフリー                 | 吉沢久嘉 | |
| オーデル                       | ジョン・シャック                   | 渡部猛 | |
| ルーサー                       | フレッド・D・スコット              | 及川広夫 | |
| グリル                         | ゲイリー・コリンズ                 | 池田勝 | |
| トランブル                     | リー・デ・ブルー                   | 和田啓 | |
| ジョン                         | ハンク・ロライク                   | 野本礼三 | |
| ジェームズ                     | マクドナルド・キャリー             | 宮川洋一 | |
| ミンゴ                         | スキャットマン・クローザース       | 池田忠夫 | |
| 不明 その他                    | N/A                                | 増岡弘 千葉耕市 中尾隆聖 勝部演之 八奈見乗児 千田光男 平林尚三 沢りつお 小野丈夫 古川登志夫 鈴置洋孝 信沢三恵子 加藤正之 水鳥鉄夫 嶋俊介 花形恵子 伊藤克 此島愛子 沼波輝枝 阪脩 藤本譲 玄田哲章 半田晶子 中島喜美栄 森田育代 緑川稔 田中康郎 藤夏子 野島昭生 西桂太 京田尚子 上田敏也 | 丸山裕子 塩野幹聡 荒川功 納谷悟朗 村越伊知郎 山下啓介 沢りつお 原田一夫 仁内建之 鮎原里絵 渡辺真砂子 勝田治美 峰恵研 八代駿 梶哲也 沼波輝枝 中山愛子 火野カチコ 岸野幸正 荒川太郎 保科耕一 丸山真奈実 石井敏郎 牧野和子 島田敏 |
| ナレーション                   | N/A                                | 矢島正明 | |
| 日本語版制作スタッフ           |                                    | | |
| 演出                           | 演出                               | 山田悦司 小林守夫 | 石田勝心 谷清次 |
| 翻訳                           | 翻訳                               | 進藤光太 森田瑠美 宇津木道子 | 桑原冬樹 中川千尋 いずみつかさ |
| 翻訳監修                       | 翻訳監修                           | N/A | 大野隆一 |
| 調整                           | 調整                               | 山田太平 山下欽也 | 上村利秋 |
| 選曲                           | 選曲                               | 東上別府精 | N/A |
| 制作                           | 制作                               | 東北新社 日米通信社 テレビ朝日 | テアトル・エコー W・H・V |

日本語吹替は1977年の吹き替え後、1990年のビデオ版発売の際に再度吹き替え直し、その音声がDVDに収録された。

### 2016年版
※括弧内は日本語吹替
- クンタ・キンテ：マラカイ・カービー（櫻井孝宏）
- キジー：アニカ・ノニ・ローズ
- オモロ・キンテ：バブス･オルサンモクン（池田秀一）
- チキン・ジョージ：レゲ＝ジャン・ペイジ（浪川大輔）
- フィドラー：フォレスト・ウィテカー
- トム・リー：ジョナサン・リース＝マイヤーズ（内田直哉）